# Orthogrimmia nivalis
Orthogrimmia nivalis là một loài Rêu trong họ Grimmiaceae. Loài này được (Kindb.) Ochyra & Żarnowiec mô tả khoa học đầu tiên năm 2003.